# Бруклінський коледж
Бруклінський коледж (англ. Brooklyn College) — державний університет у Брукліні в Нью-Йорку, США. Він є частиною системи Міського університету Нью-Йорка.

## Історія коледжу

### Перші десятиліття
Бруклінський коледж був заснований у 1930 році. Того року, згідно з розпорядженням Міської ради вищої освіти Нью-Йорка від 22 квітня, відбулось об'єднання двох коледжів: жіночого Гантерського коледжу, і чоловічого Сіті-Коледжу, заснованих в 1926 році. Тим часом Бруклінський коледж став першим державним нью-йоркським гуманітарним коледжем, в якому разом навчались жінки та чоловіки. Коледж був відкритий у вересні 1930 року, на першому курсі чоловіки та жінки навчались окремо, а на наступних курсах в них вже були спільні заняття. Умовою вступу до коледжу було проходження складного вступного іспиту.

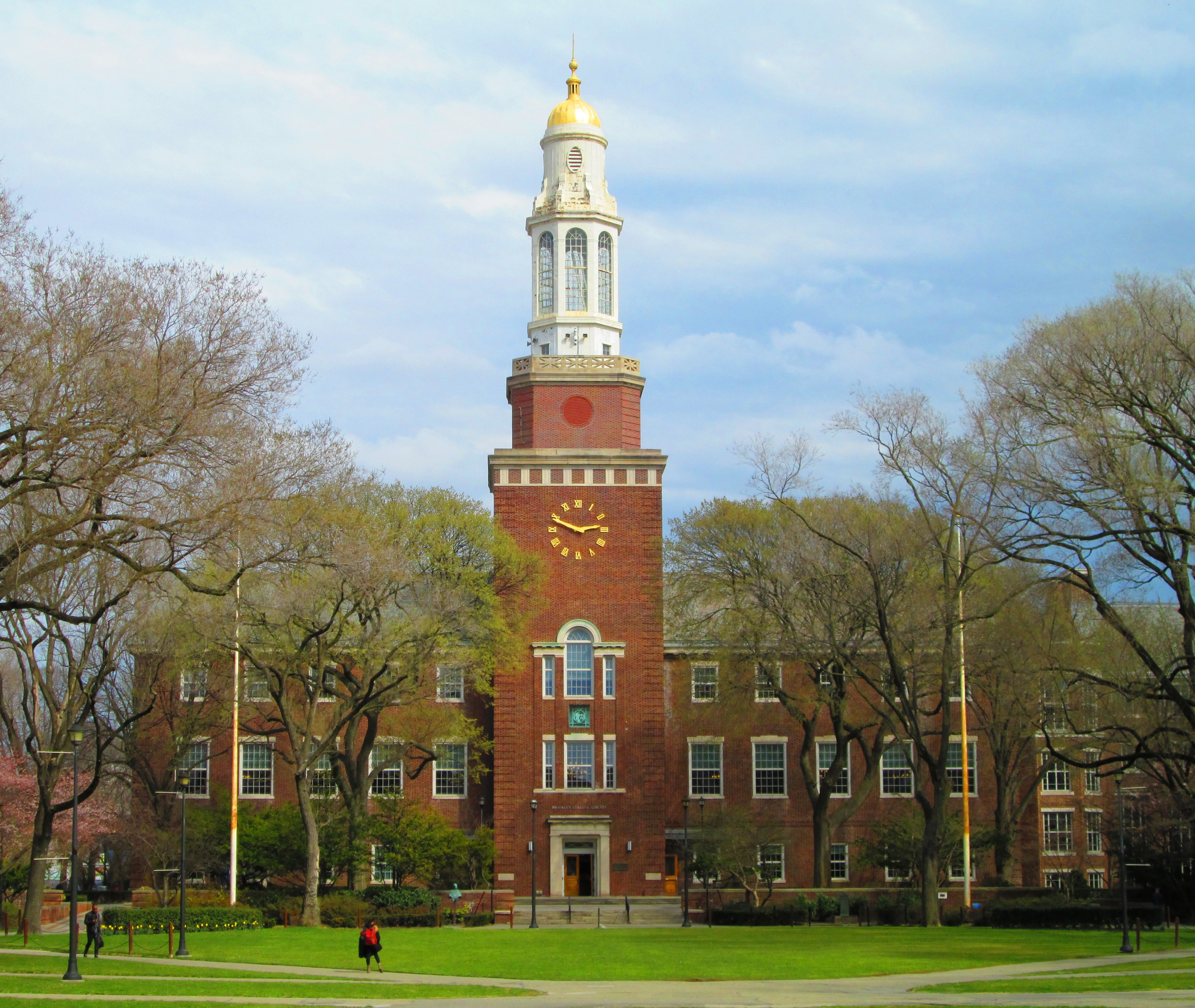
Бібліотека Бруклінського коледжу, розташована в Східному кварталі, спроектована архітектором Рендольфом Евансом

У 1932 році архітектор Рендольф Еванс розробив проект студмістечка на великій земельній ділянці, розташованій в бруклінському районі Мідвуд, якою володів його роботодавець. Еванс створив ескіз студмістечка в георгіанському стилі. Еванс представив ескізи тодішньому президенту коледжу доктору Вільяму А. Бойлану, який його схвалив.
Земельна ділянка, на якій розташовується коледж, була викуплена за 1,6 мільйона доларів США (сьогодні 34 300 000 доларів), а кошти на будівництво склали 5 мільйонів доларів (сьогодні 107 000 000 доларів). Будівництво почалося в 1935 році На церемонії закладки були присутні мер Нью-Йорка Фіорелло Ла Ґуардія та голова бруклінського боро Реймонд Інґерсолл. У 1936 році президент США Франклін Д. Рузвельт відвідав коледж та заклав камінь на будівництво однієї з будівель студмістечка. Нове студмістечко відкрилось осіннього семестру 1937 року. У 1940-х роках будівлі студмістечка були названі на честь Бойлана, Інґерсолла, Рузвельта і Ла Ґуардія.
Під час перебування на посаді другого президента коледжу, Гаррі Ґідеонзе, з 1939 по 1966 рік, Бруклінський коледж займав високе місце в загальнодержавному рейтингу за кількістю випускників із ступенем доктора. В період втечі вчених з нацистської Німеччини, майже третина істориків-біженців, які були жінками, в певний момент часу працювали в Бруклінському коледжі. У 1944 році соціолог Меріон Вера Катберт стала першою штатною викладачкою-афроамериканкою, найнятою муніципальним коледжем Нью-Йорка. А в 1956 році, коли до коледжу приєднався Джон Гоуп Франклін, Бруклінський коледж став першим «білим» коледжем, який найняв у штат історика-афроамериканця.
У 1959 році, коли коледж все ще надавав освіту на безоплатній основі, було зараховано близько 8000 студентів. У 1962 році коледж приєднався до шести інших коледжів, ставши частиною Міського університету Нью-Йорка, другого за розміром університету в світі. У 1983 році Бруклінський коледж назвав свою бібліотеку на честь колишнього президента коледжу Гаррі Ґідеонзе.Третій президент коледжу, Френсіс Кілкойн, очолював коледж з 1966 по 1967 рік. Четвертий президент, Гарольд Сіретт, пішов у відставку за станом здоров'я в лютому 1969 року, а Джордж А. Пек був призначений виконуючим обов'язки президента. Джон Неллер, п'ятий президент Бруклінського коледжу, перебував на посаді з 1969 по 1979 рік. Ці президенти очолювали Бруклінський коледж протягом, можливо, найбурхливішого для нього періоду.
Під час В'єтнамської війни, в Бруклінському коледжі, як і в інших коледжах США, відбувались студентські протести. Президент коледжу Гаррі Ґідеонзе у телевізійному інтерв'ю 1965 року звинувачував у демонстраціях комуністів, які «обманювали невинних», вимагаючи більше свободи в студмістечку, що призвело до того, що Нью-Йоркська спілка громадянських свобод критикувала Ґідеонзе за «його спроби нечесно навішувати ярлик „комуністів“ на студентські групи в коледжі».
Також у 1965 році студентські протести змусили Гаррі Ґідеонзе скасувати нові, суворіші правила одягу, які забороняли студентам-чоловікам носити комбінезони чи толстовки в студмістечку, а студенткам приписували носити спідниці та блузки навіть у дуже холодну погоду. Після виходу Ґідеонзе на пенсію в червні 1966 року новопризначений декан адміністрації Данте Негро сказав, що його не турбував більш вільний студентський одяг, «який ускладнював розпізнавання між жінками та чоловіками», назвавши його «швидкоплинною примхою».
21 жовтня 1967 року газета New York Times на першій шпальті повідомила, що коледж був фактично закритий через протест тисяч студентів, обурених діями поліції проти антивоєнних демонстрантів, які протестували проти вербувальників ВМС США раніше того тижня. П'ятьма днями пізніше інша стаття на першій сторінці Times повідомила, що студенти погодилися повернутися до занять після досягнення угоди з адміністрацією коледжу після переговорів.
Приблизно в той же час студенти коледжу брали участь у студентських протестах, пов'язаних із расовими проблемами. У травні 1968 року Бруклінський коледж знову потрапив на першу шпальту New York Times, коли поліція розігнала 16-годинний сидячий страйк в приймальній комісії з вимогою зарахувати до коледжу більше чорношкірих і пуерто-ріканських студентів. Під час судового розгляду бруклінський суддя-афроамериканець гнівно відреагував, коли один із студентів сказав, що вони [студенти] реагували на расизм, і засудив його та 32 інших білих студентів до п'яти днів ув'язнення за сидячу демонстрацію. У травні 1969 року 19 або 20 студентів Бруклінського коледжу зазнали кримінальних звинувачень у зв'язку із заворушеннями в студмістечку під час весняного семестру, включаючи рейди, під час яких студенти нібито ретельно обнишпорювали файли та закидали димовою бомбою бібліотеку.
Наприкінці квітня 1970 року студенти, які вимагали більш відкритих умов вступу до коледжу та расової різноманітності, влаштували сидячу демонстрацію в офісі президента коледжу Неллера, протримавши його та п'ятьох деканів там кілька годин. Наступного тижня, на початку травня 1970 року, студенти захопили офіс президента коледжу та інші будівлі під час студентського протесту проти розстрілів у Кентському державному університеті і Камбоджійської кампанії. Президент Неллер припинив заняття, але залишив будівлі студмістечка відкритими для студентів і викладачів, домігшись судового наказу, що забороняв студентам захоплювати будівлі.
У жовтні 1974 року 200 латиноамериканських студентів захопили будівлю приймальної комісії на знак протесту проти призначення президентом Неллером на посаду голови кафедри пуерто-риканських досліджень не тієї особи, яку обрав комітет з пошуку викладачів. Ігноруючи тимчасовий судовий наказ залишити будівлю, багато студентських груп та асоціацій випускників підтримали протестувальників мітингах біля Бойлан-холу, однієї з будівель студмістечка, але Неллер відмовився скасувати своє суперечливе призначення. Протести спалахнули знову у весняному семестрі 1975 року з черговим захопленням офісу приймальної комісії. Ближче до січня 1976 року профспілка викладачів коледжу проголосувала за «недовіру» Неллеру, звинувативши його в «постійному ігноруванні прав викладачів» і нездатності забезпечити лідерство.
Бруклінський коледж разом із рештою Міського університету Нью-Йорка закрився на два тижні у травні та червні 1976 року в зв'язку з неспроможністю оплатити свої рахунки. На тлі фінансової кризи в Нью-Йорку, не межі банкрутства, студмістечко Бруклінського коледжу в центрі Брукліна було закрито, Мідвуд-кампус залишився єдиним студмістечком Бруклінського коледжу. Восени 1976 року, коли в коледжі навчалося близько 30 000 студентів, коледж вперше став брати плату за навчання.
У січні 1978 року викладацька рада коледжу висловила вотум «недовіри» президенту Неллеру та рекомендувала Раді вищої освіти замінити його.
Шостим президентом Бруклінського коледжу був Роберт Гесс, який обіймав цю посаду з 1979 по 1992 рік. Гесс ініціював значні зміни в навчальній програмі коледжу, запровадивши стандартний набір предметів для всіх студентів. Нова навчальна програма була запроваджена за допомогою великого гранту, отриманого від Національного фонду гуманітарних наук. Раніше в загальнодержавних доповідях гуманітарна освіта в Бруклінському коледжі оцінювалась доволі низько, але, починаючи з 1984 року, коледж стали відзначати як «просвіток» серед американських університетів завдяки акценту на вивченні гуманітарних наук.
У 1988 році в опитуванні тисяч деканів американських коледжів Бруклінський коледж посів 5-е місце в рейтингу забезпечення студентів потужною загальною освітою, і був єдиним державним закладом серед першої п'ятірки. Станом на 1989 рік Бруклінський коледж займав 11 місце в США і випереджав шість із восьми університетів Ліги плюща за кількістю випускників, які отримали докторські ступені. Коли Бруклінський коледж назвали «Гарвардом для бідних», президент Гесс пожартував: «Мені подобається думати про Гарвард, як про Бруклінський коледж для багатих».
Незважаючи на те, що Бруклінський коледж досяг успіхів в академічному плані, він зазнав серйозної бюджетної кризи в 1988—1989 навчальному році через скорочення державного фінансування; це призвело до меншої кількості курсів, більших класів, відсутності нових викладачів і персоналу, дефіциту постачання та відтермінування обслуговування будівель і території.
Вернон Латтін був сьомим президентом Бруклінського коледжу з 1992 по 2000 рік. Під час перебування Латтіна на посаді Бруклінський коледж розпочав повну реконструкцію будівель студмістечка і значно покращив доступ до комп'ютерів та інтернету для студентів і викладачів. Коледж повернувся до міжвузівських спортивних змагань, і шахова команда коледжу вигравала чемпіонати США та міжнародні чемпіонату.

### Сучасна історія
В 2011 році в студмістечку було знесено одну з будівель, Ґершвін-хол, а замість неї побудовано Центр театрального мистецтва імені Леонарда та Клер Тау. Леонард та Клер Тау були випускниками коледжу, які подарували коледжу 10 мільйонів доларів. Крім того, було знесено ще одну університетську будівлю, Плаза-білдінг, а замість неї побудовано Центр Вест-квод, за проектом за проектом видатного уругвайського архітектора Рафаеля Віньолі. Нова будівля містить аудиторії, офіси, спортзали та басейн. У ній розташовані приймальна комісія, офіс фінансової допомоги та кафедра фізичного виховання та фізичних вправ.
В 2003 році було завершено капітальний ремонту бібліотеки вартістю 70 мільйонів доларів.
Крістоф М. Кімміх був восьмим президентом Бруклінського коледжу з 2000 по 2009 рік. Видання Princeton Review у своєму рейтингу «Найкращих 345-и коледжів» назвало Бруклінський коледж коледжем із найкрасивішим студмістечком, а також наділило коледж п'ятим місцем за критерієм «Навчальний заклад з найкращою цінністю».
У 2009 році дев'ятим президентом Бруклінського коледжу була призначена Карен Л. Гулд Серед її досягнень були: створення нової кінематографічної аспірантури та чотирьох нових академічних шкіл, нових спортивних майданчиків і збільшення кількості студентів, які вивчають науку. Її перебування на посаді ознаменувалося неодноразовими спорами про свободу слова в темах, що стосувались за Ізраїлю, які викликали як критику, так і похвалу. Після 42 років роботи у сфері вищої освіти Гулд оголосила про свій вихід на пенсію у 2015 році.
У 2016 році Мішель Андерсон стала 10-м президентом Бруклінського коледжу. У 2016 році Бруклінський коледж оголосив про будівництво нового корпусу для Коппельманської бізнес-школи, Коппельман-хол.
Протягом чотирьох років поспіль, починаючи з 2018 року, видання US News & World Report називав Бруклінський коледж коледжем з найбільшим етнічною різноманітністю в Північному регіоні.

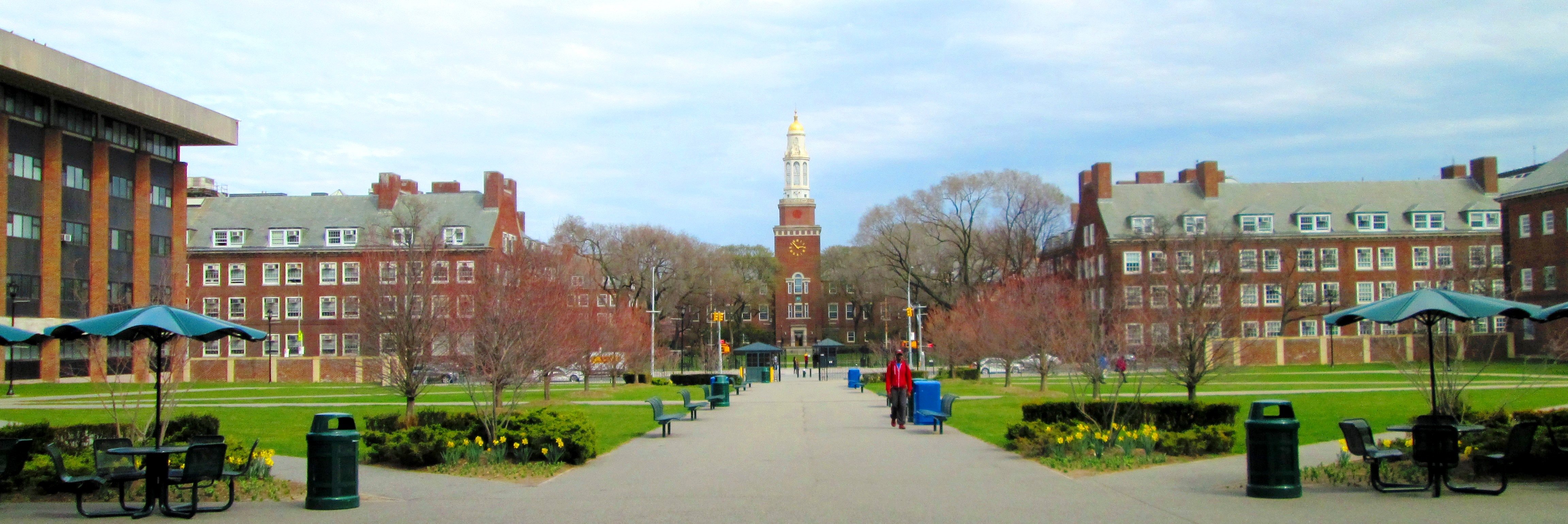
Вид із Західного кварталу на Східний квартал (зліва направо, Джеймс-хол, Бойлан-хол, бібліотека, Інґерсолл-хол і Рузвельт-хол)

## Рейтинги
В рейтингу регіональних університетів Півночі на 2024 рік, що складається виданням US News & World Report, Бруклінський коледж посів 38 місце. В рейтингу «Найкращі державні навчальні заклади», який також складається US News & World Report, коледж обійняв 14 місце. В рейтингу «Найкращі коледжі для ветеранів», що також складається US News & World Report, університет перебуває на 17-ому місці.
В рейтингу видання Forbes за 2023 рік коледж посів 207 місце.

## Школи

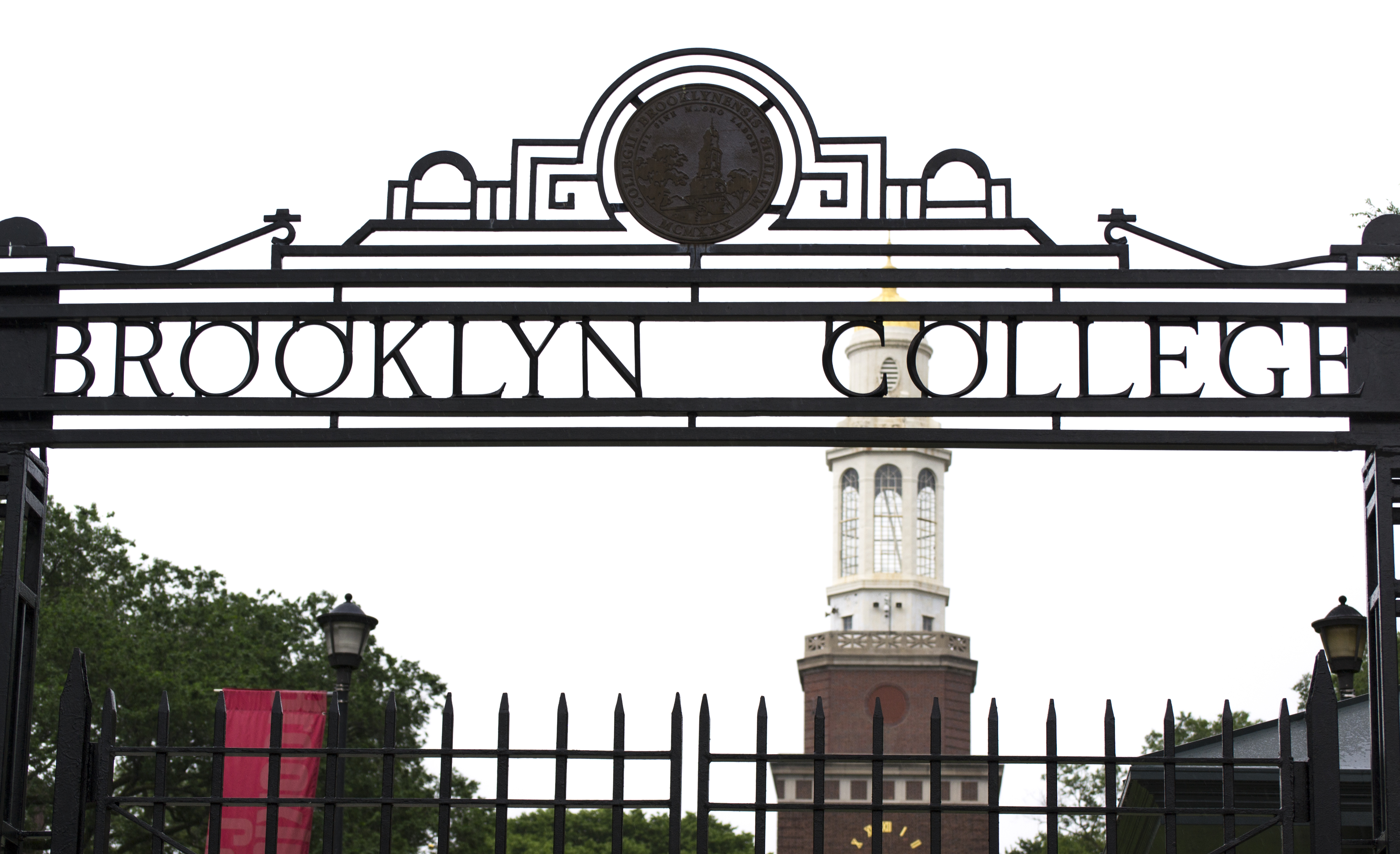
Вхідна брама

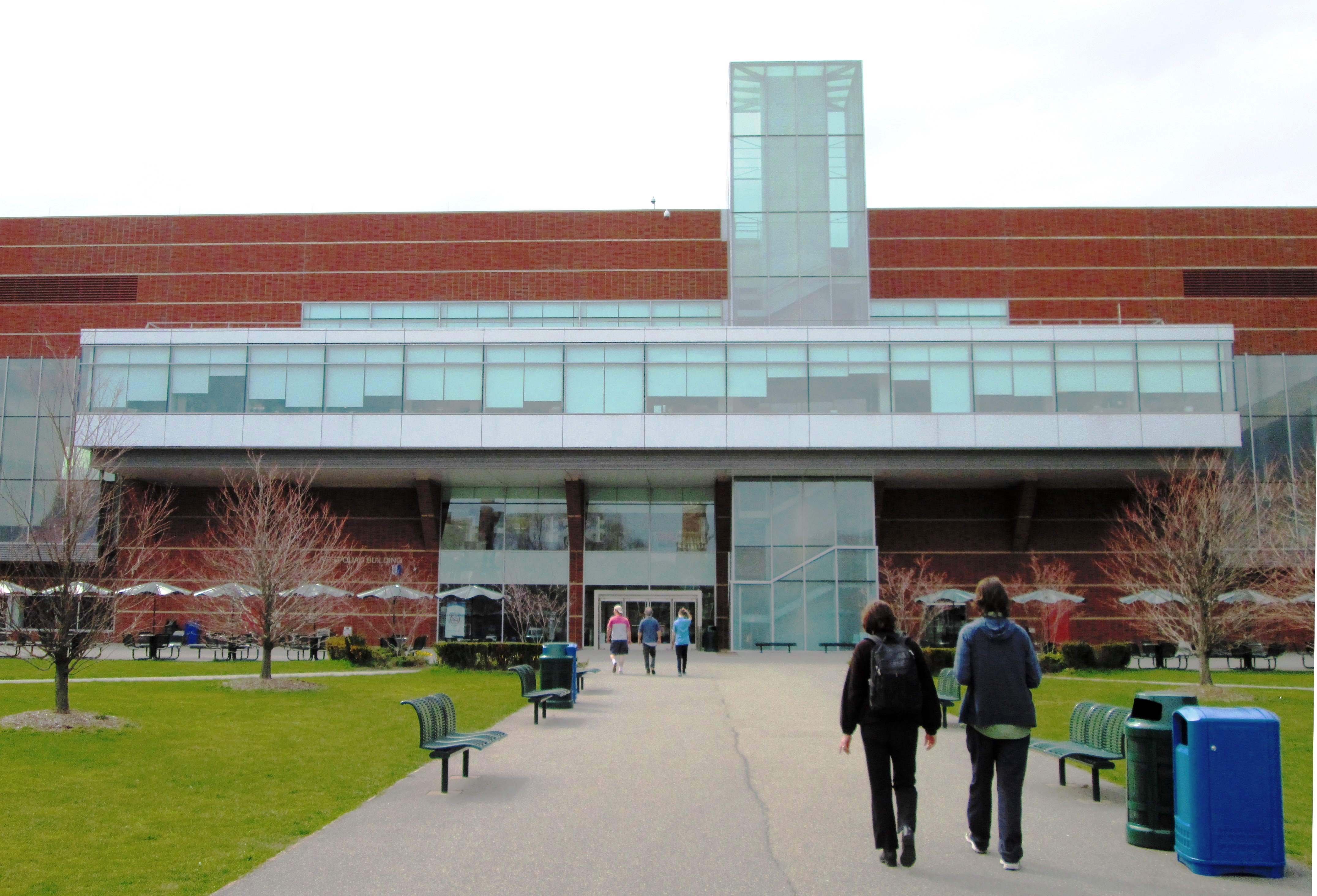
Центр Вест-квод

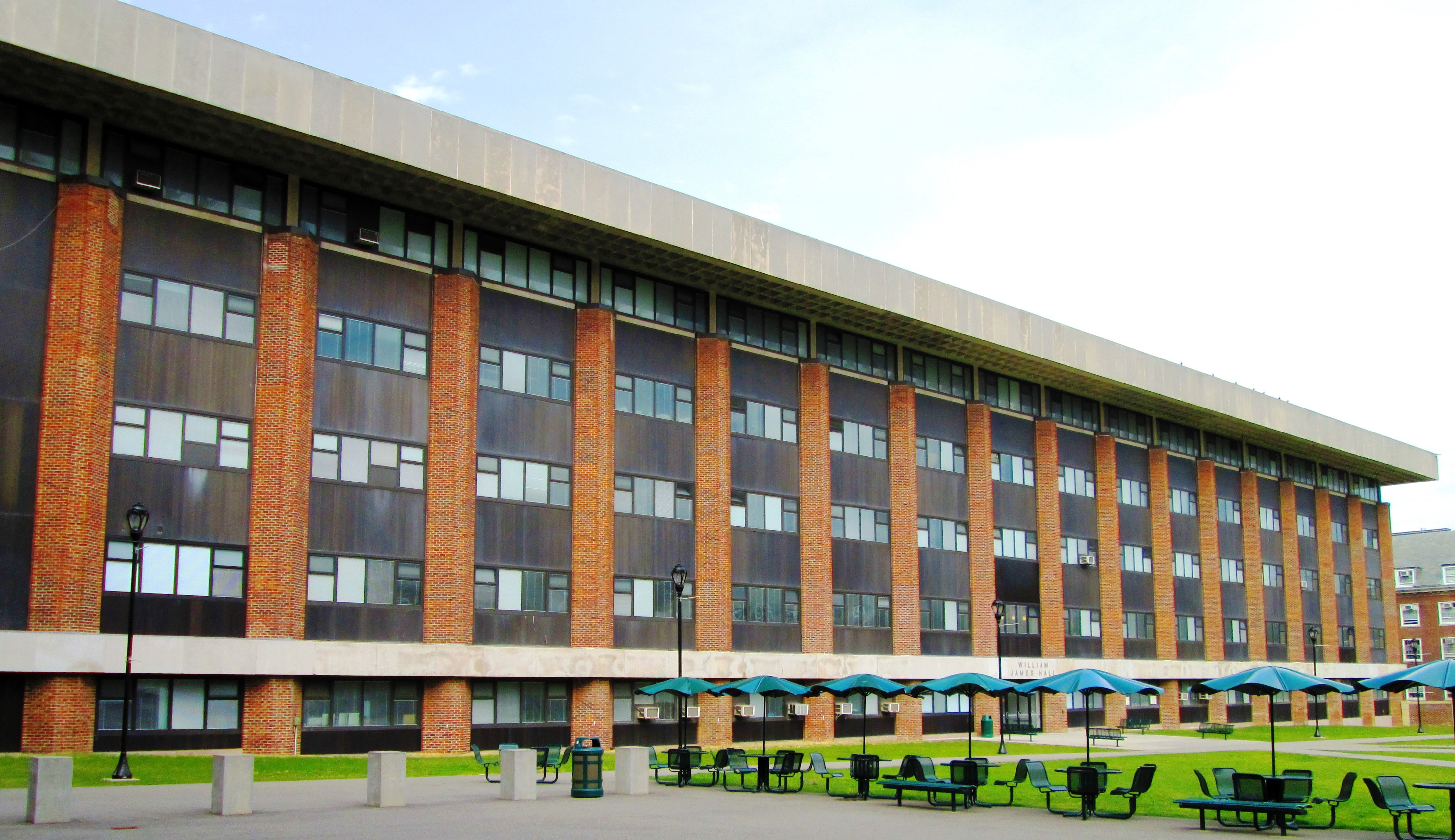
Джеймс-хол

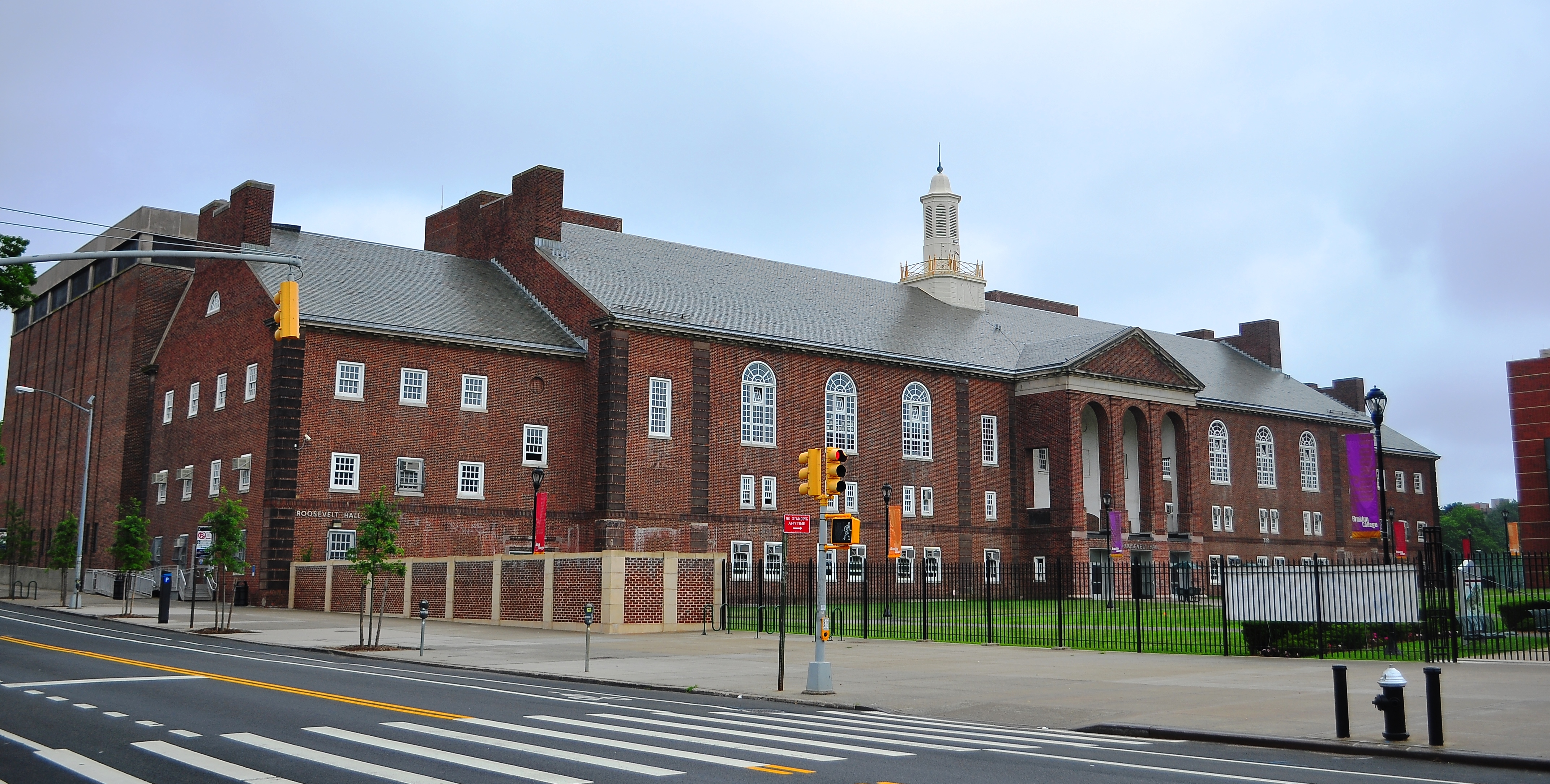
Рузвельт-хол

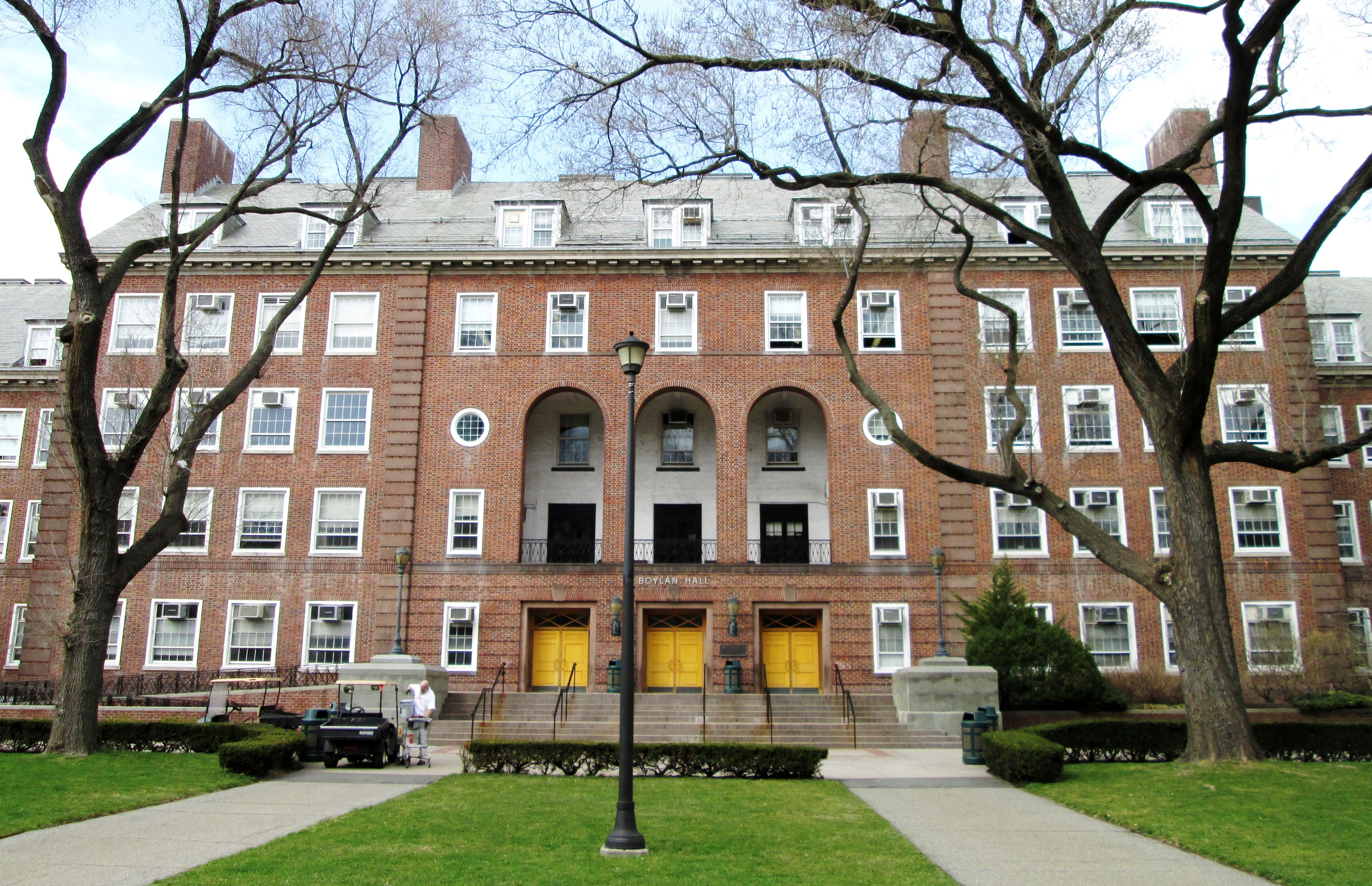
Бойлан-хол

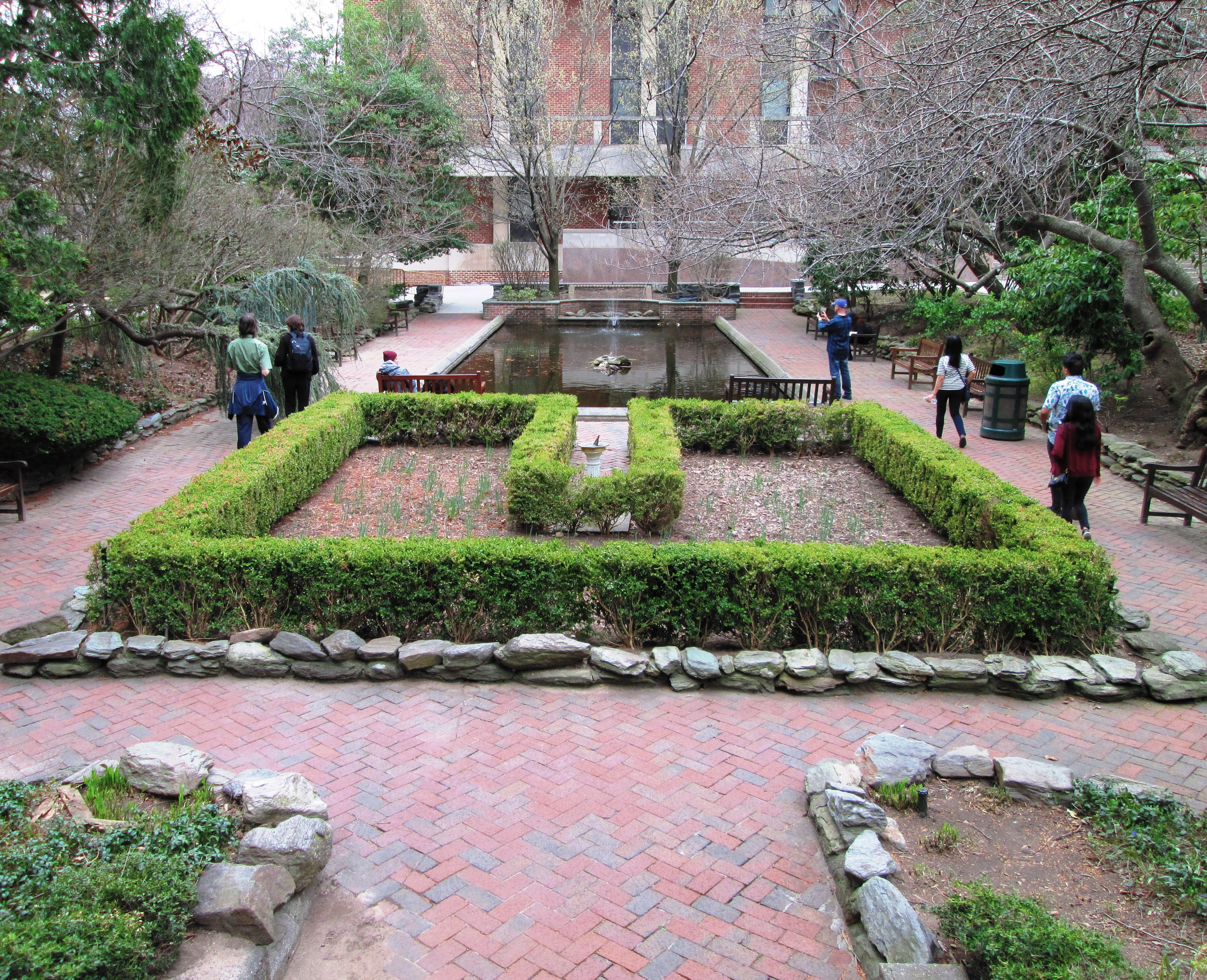
Ставок з ліліями

До Бруклінського коледжу входять п'ять шкіл:
- Коппельманська бізнес-школа
- Педагогічна школа
- Школа гуманітарних та соціальних наук
- Школа природничих і поведінкових наук
- Школа візуальних, медіа та театральних мистецтв

## Навчання

### Навчальна програма бакалаврату
Починаючи з 1981 року, коледж запровадив низку предметів, які повинні були вивчатись всіма студентами, під назвою «Базові предмети». До основних предметів належали: класичні витоки західної культури; вступ до мистецтва; вступ до музики; люди, влада та політика; формування сучасного світу; вступ до математичного мислення та комп'ютерного програмування; визначні пам'ятки літератури; хімія; фізика; біологія; геологія; культура країн Африки, Азії та Латинської Америки; та знання, існування та цінності.
У 2006 році базову навчальну програму було оновлено, і 13 обов'язкових предметів було замінено на 15 предметів у 3 дисциплінах, з яких студенти мали обирати 11 предметів. Восени 2013 року Бруклінський коледж приєднався до нової альтернативної загальноосвітньої навчальної програми Міського університету Нью-Йорка, що має назву «Провідні шляхи» та складається з трьох компонентів: обов'язкова база (чотири предмети), гнучка база (шість предметів) і вибіркова база (чотири предмети) — загалом 42 кредити. Бруклінський коледж пропонує понад сотню спеціальностей, починаючи від образотворчого мистецтва і закінчуючи жіночими студіями.

### Аспірантура
В 1935 році в Бруклінському коледжі було засновано аспірантуру, яка пропонує понад сімдесят програм у галузі мистецтва, освіти, гуманітарних наук, природничих наук, а також комп'ютерних і соціальних наук. Серед цих програм є програма «Театральна аспірантура», яка займає перше місце у внутрішньому рейтингу Міського університету Нью-Йорка і 14 місце в Сполучених Штатах; серед викладачів був лауреат премії Тоні Джастін Таунсенд.

### Навчальна програма для здобуття подвійного ступеню Бакалавр мистецтв/Доктор медицини
Навчальна програма для здобуття подвійного ступеню Бакалавр мистецтв/Доктор медицини — це восьмирічна програма, яка пропонується спільно із медичним центром «Даунстейт» Університету штату Нью-Йорк. Щоб навчатись на програмі, потрібно пройти суворий процес відбору, щороку відбирають максимум 15 студентів. Кожен студент, обраний для участі в програмі, отримує президентську стипендію Бруклінського коледжу. Студенти програми повинні брати участь у громадських роботах протягом трьох років, починаючи з першого семестру другого курсу. Протягом одного літа бакалаврату студенти повинні бути волонтерами в клінічних умовах, де вони залучені до безпосереднього догляду за пацієнтами. Студентів програми заохочують спеціалізуватись в гуманітарних або соціальних науках.

### Наукова програма
За науковою програмою навчається невелика кількість студентів із сильними здібностями та академічною успішністю. Будучи найстарішою програмою для видатних студентів Міського університету Нью-Йорка, вона послужила зразком для багатьох інших програм для видатних студентів по всій країні. Програма була заснована у 1960 році, та є міждисциплінарною програмою гуманітарних наук. Програма пропонує високоякісні базові курси та семінари, а також невеликі персоналізовані заняття. Після закінчення Бруклінського коледжу багато студентів програми продовжують навчання на конкурсних програмах у престижних університетах, таких як Прінстон, Єль і Нью-Йоркський університет. Програма приймає нових першокурсників на додаток до студентів другого курсу та студентів, переведених з інших закладів. Після вступу вони отримують президентську стипендію Фонду Бруклінського коледжу в розмірі до 4000 доларів США на кожен рік навчання в Бруклінському коледжі та ноутбук.

## Спорт
Спортивні команди Бруклінського коледжу називаються «Бульдоги». Коледж є членом третього дивізіону Національної студентської атлетичної асоціації; в основному коледж змагається в Спортивній конференції Міського університету Нью-Йорка з 1996–97 навчального року. «Бульдоги» раніше грали Конференції Східного узбережжя на рівні першого дивізіону протягом 1991–92 навчального року.

## Відомі люди

### Видатні випускники

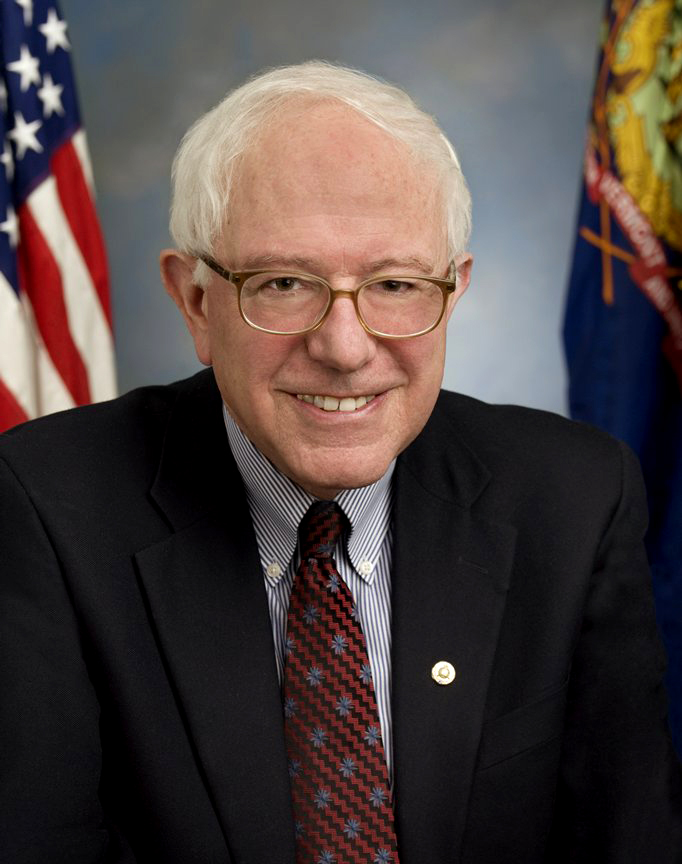
Сенатор від Вермонту Берні Сандерс (1959–1960)
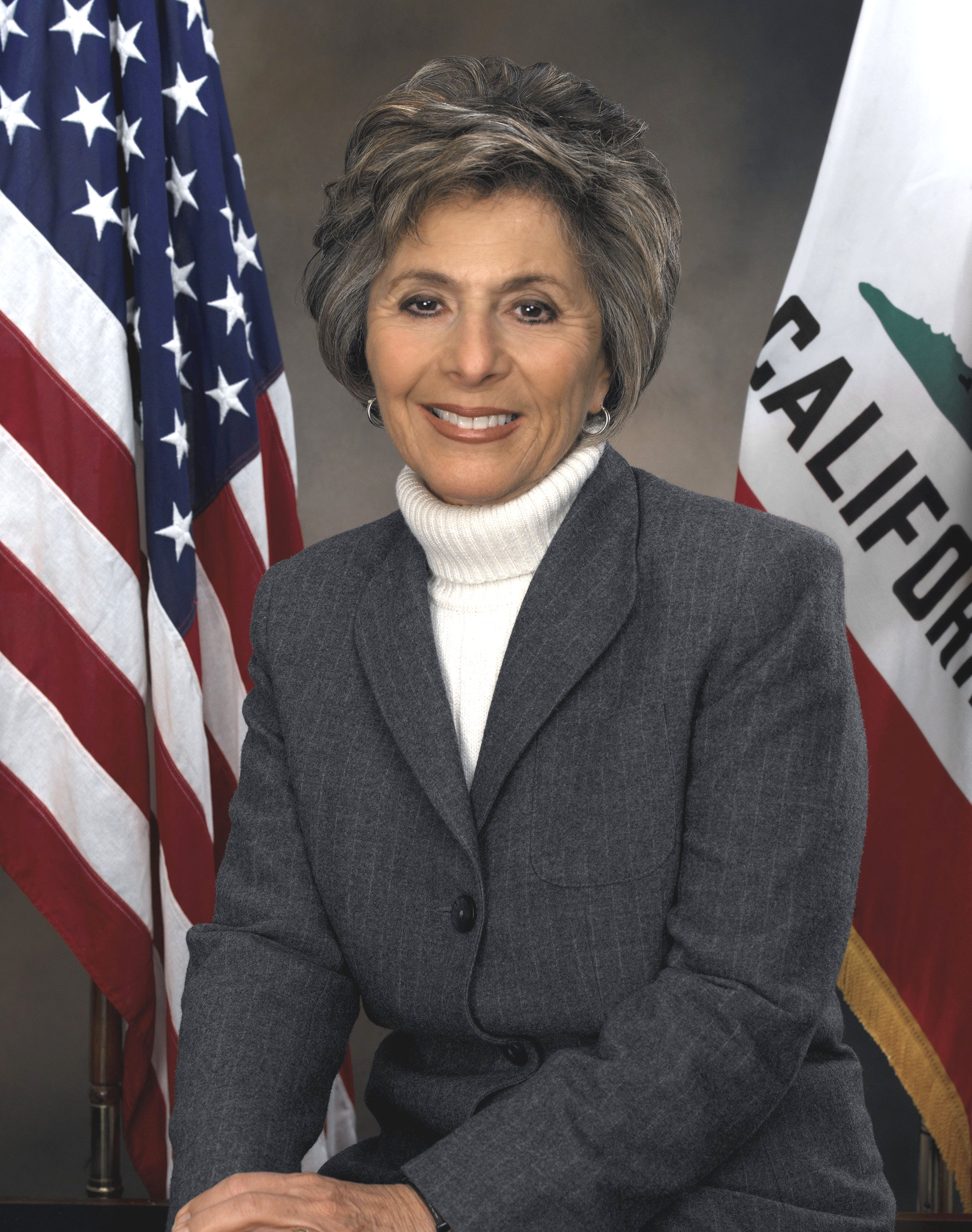
Сенатор і член Палати представників США від Каліфорнії Барбара Боксер
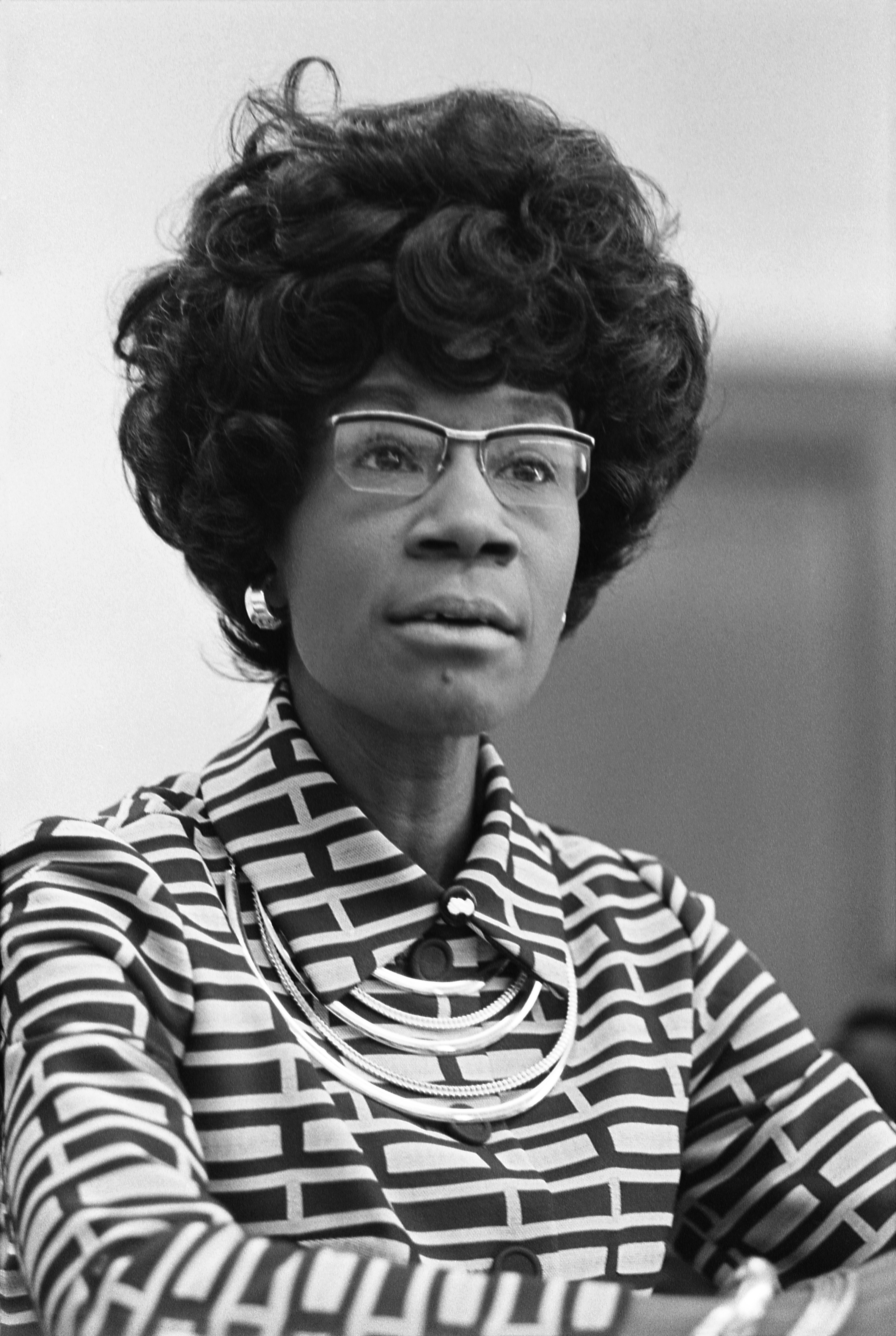
Ширлі Чисголм, перша темношкіра жінка, обрана до Конгресу США
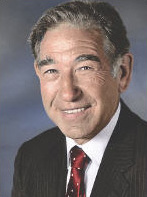
Біохімік і лауреат Нобелівської премії Стенлі Коен
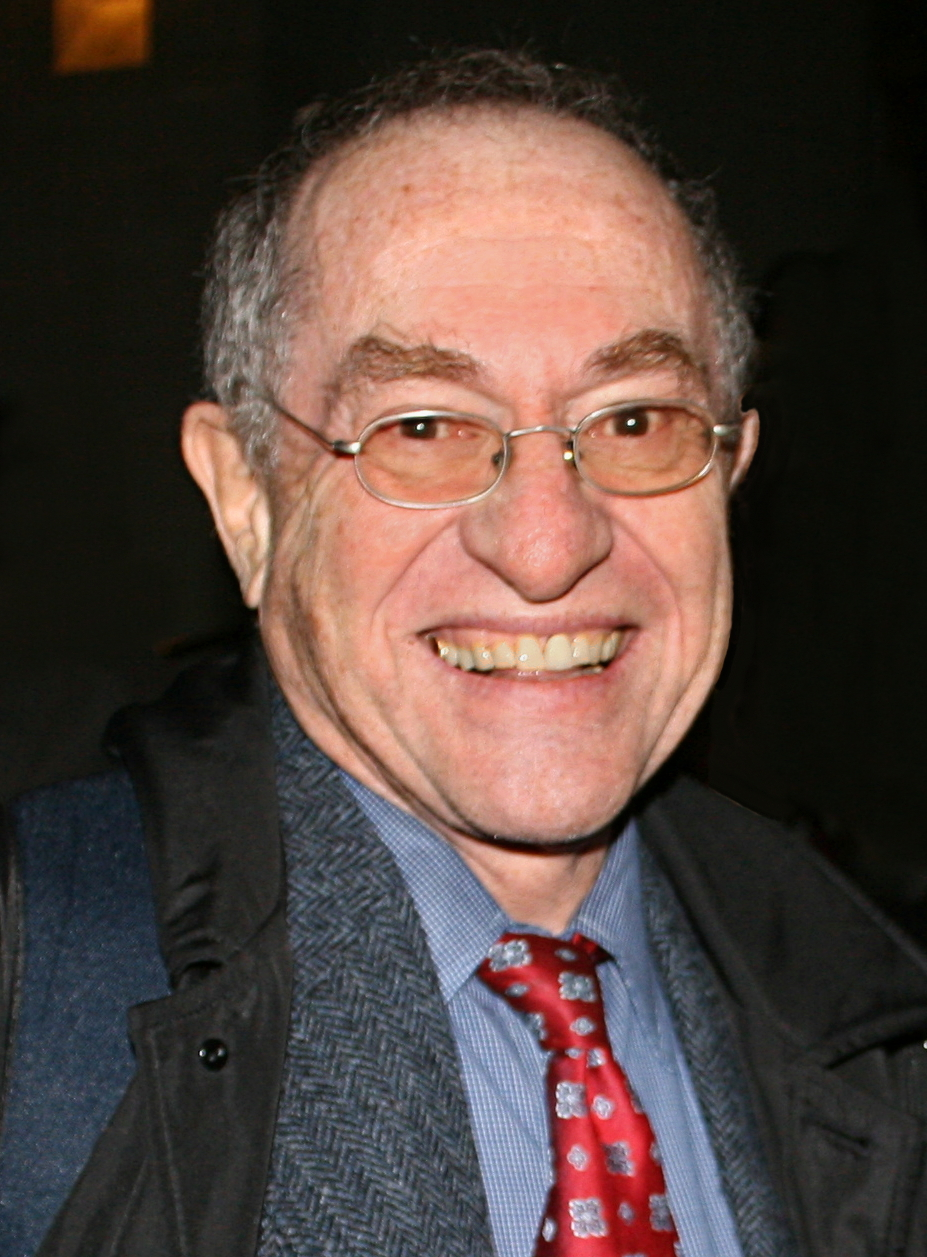
Алан Дершовіц, адвокат і викладач права
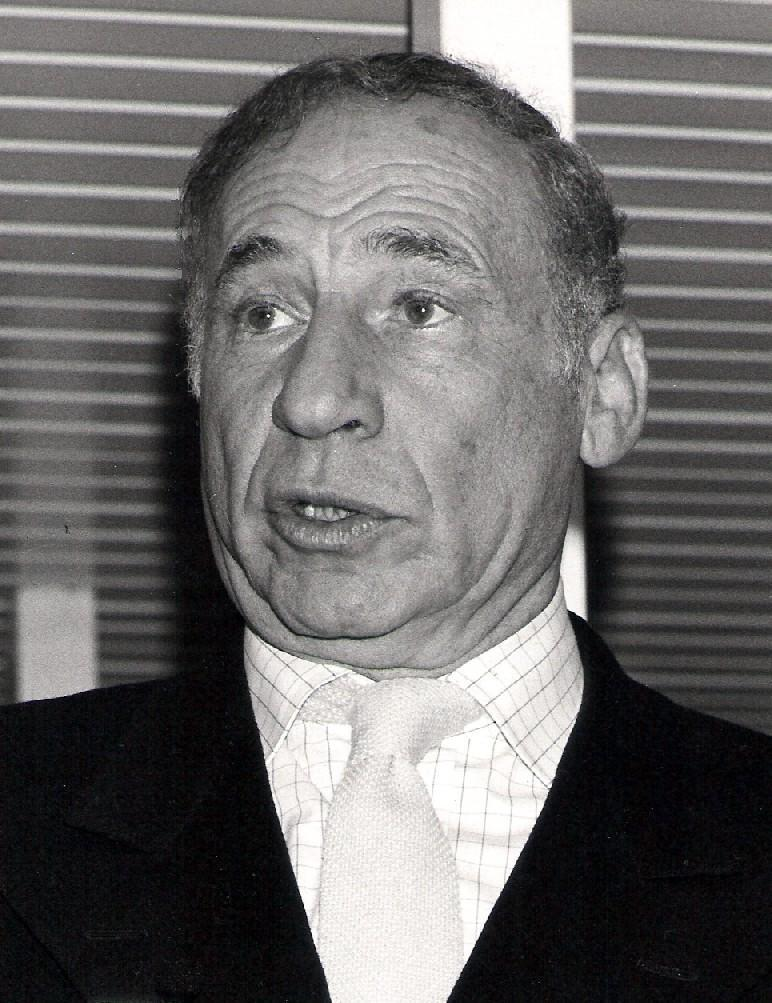
Мел Брукс, режисер, сценарист і актор, лауреат премій «Оскар», «Еммі» та «Тоні»
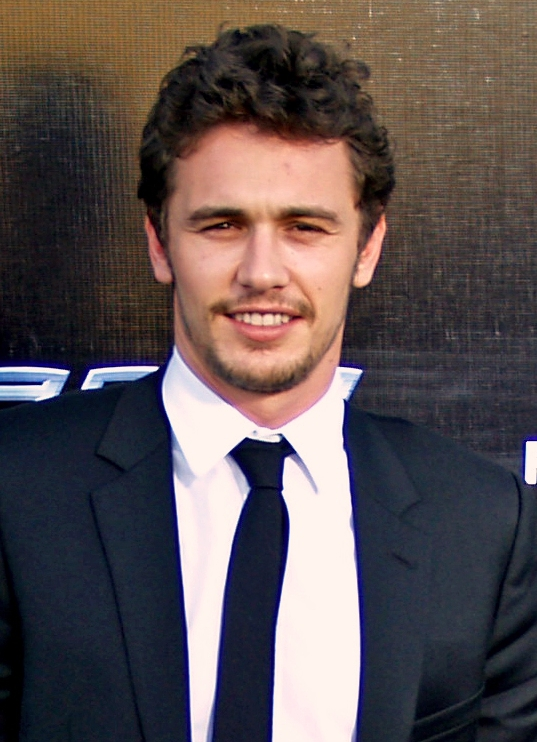
Джеймс Франко, актор
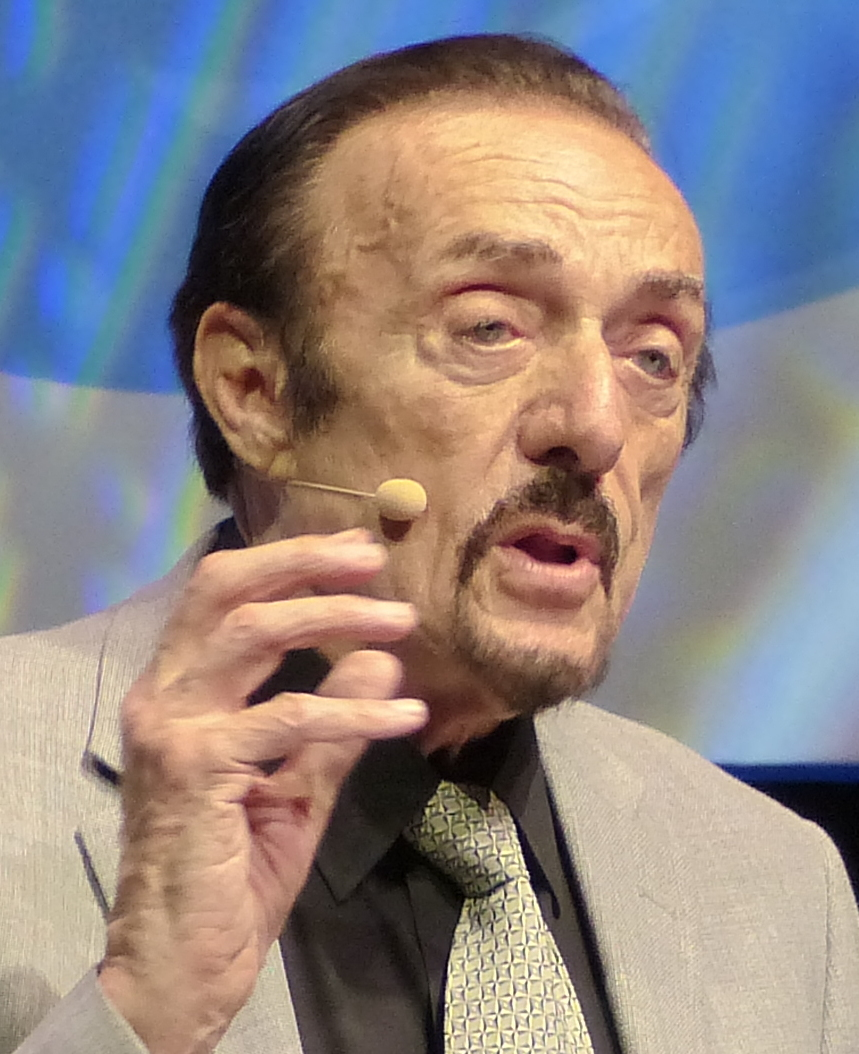
Соціальний психолог Філіп Зімбардо
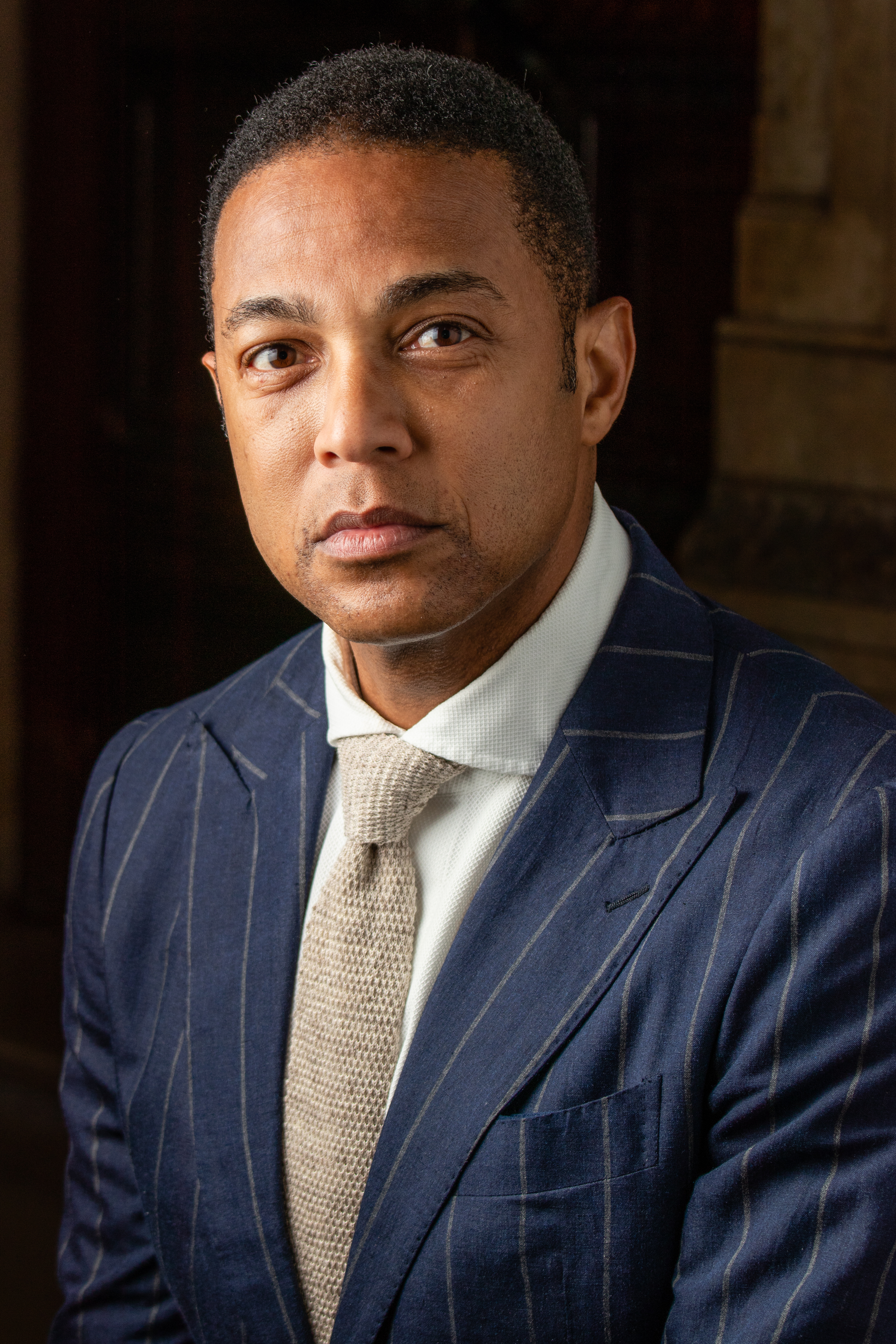
Дон Лемон, лауреат премій Едварда Р. Марроу та Еммі, ведучий і журналіст CNN

### Відомі викладачі
- Фарід Мюррей Абрагам — американський актор, лауреат премій «Оскар», «Золотий глобус» та інших
- Віто Аккончі — американський перформер, автор інсталяцій та відеоробіт
- Ганна Арендт — американська теоретик політології, історик, викладачка та письменниця
- Соломон Еліот Аш — американський психолог, автор знаменитих експериментів, присвячених конформізму
- Джон Ешбері (1927—2017) — американський поет
- Майкл Каннінгем — американський письменник, лауреат Пулітцерівської премії
- Джон Гоуп Франклін — відомий американський історик і борець за права афроамериканців, піонер афроамериканских досліджень в історичній науці
- Аллен Гінзберг (1926—1997) — культовий американський поет, один з основоположників рухів бітників і хіпі
- Аґнешка Голланд — польська режисерка, сценаристка та акторка кіно і телебачення
- Бела Кірай — угорський військовий діяч та історик
- Абрагам Маслоу — видатний американський психолог, засновник гуманістичної психології
- Іцхак Перлман — ізраїльський скрипаль, диригент і педагог, лауреат багатьох премій Греммі
- Роман Попадюк — американський дипломат і викладач українського походження, 1-й Надзвичайний і повноважний посол США в Україні
- Марк Ротко — американський художник, провідний представник абстрактного експресіонізму, один з творців живопису кольорового поля

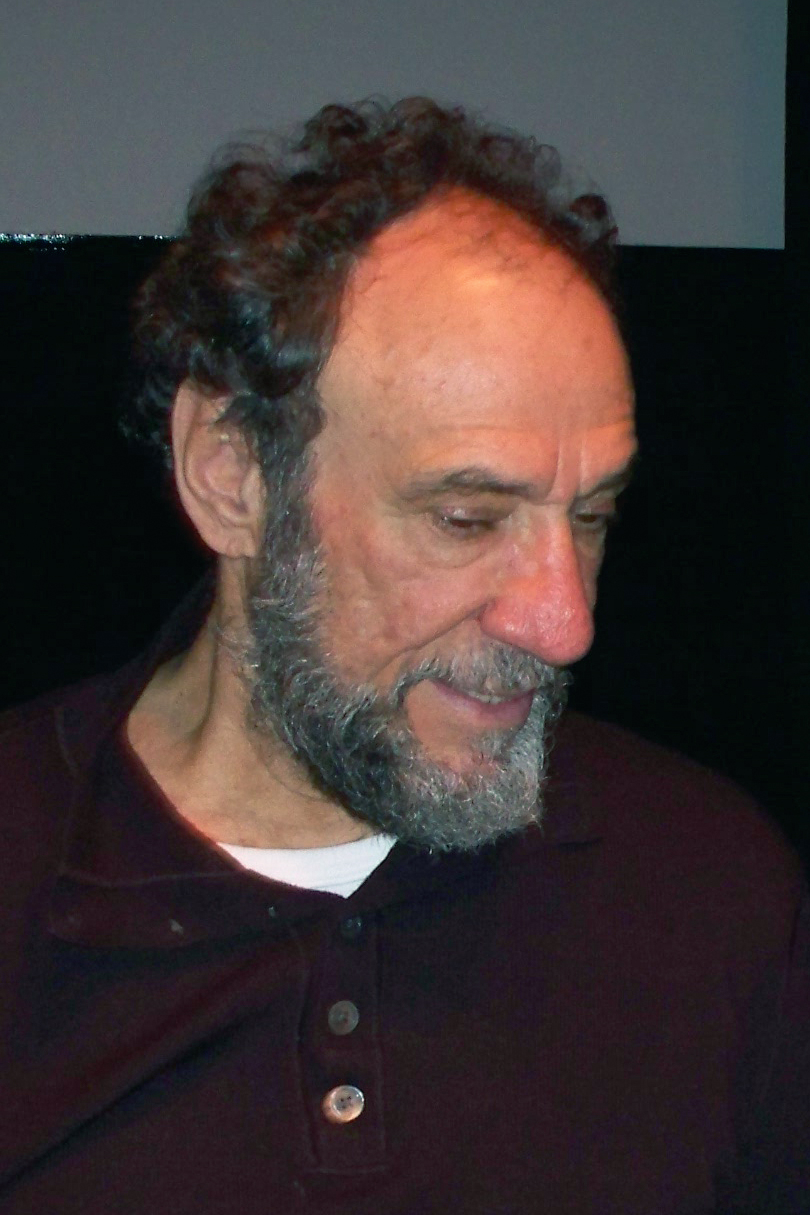
Фарід Мюррей Абрахам
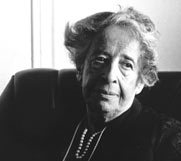
Ганна Арендт
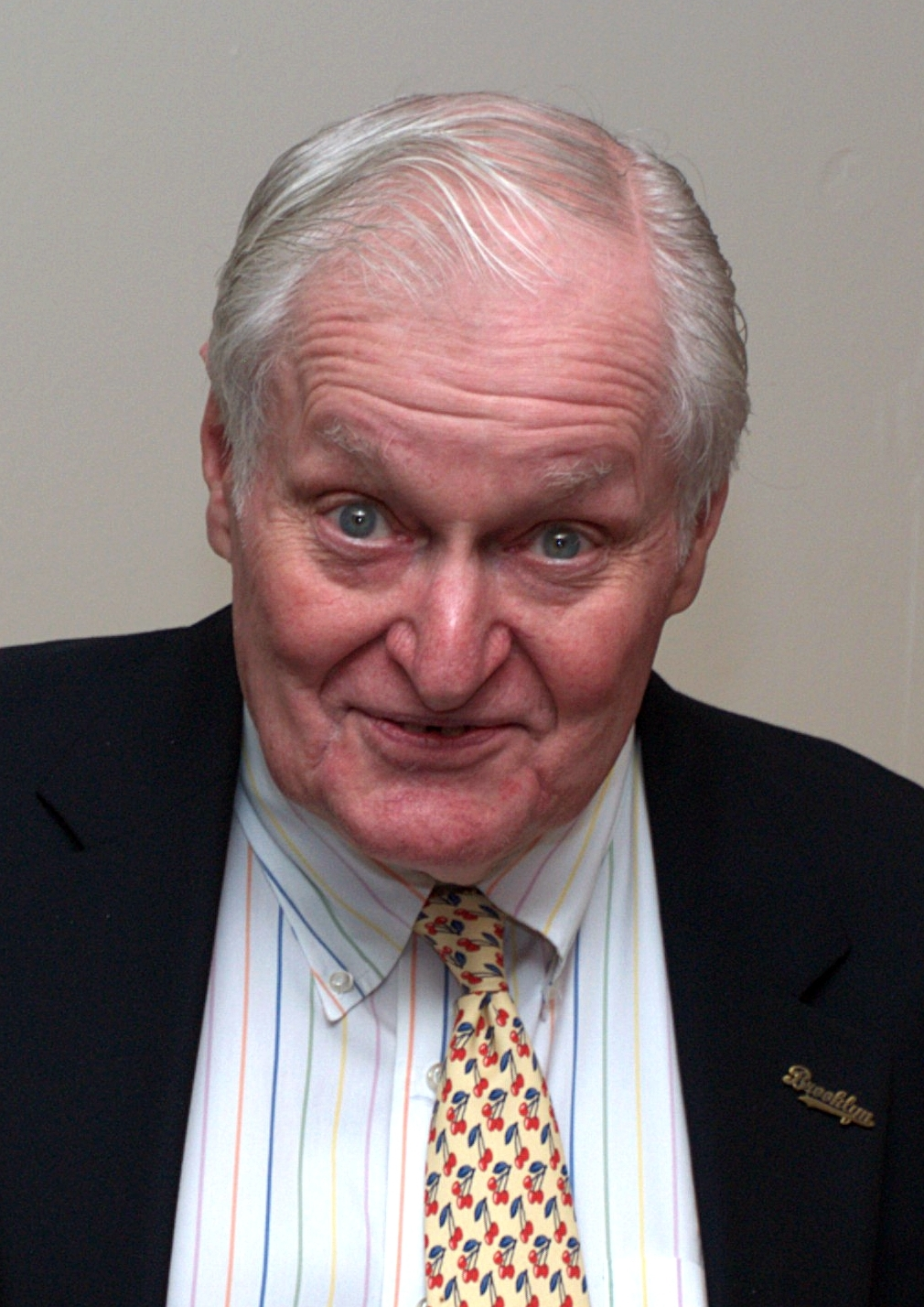
Джон Ешбері
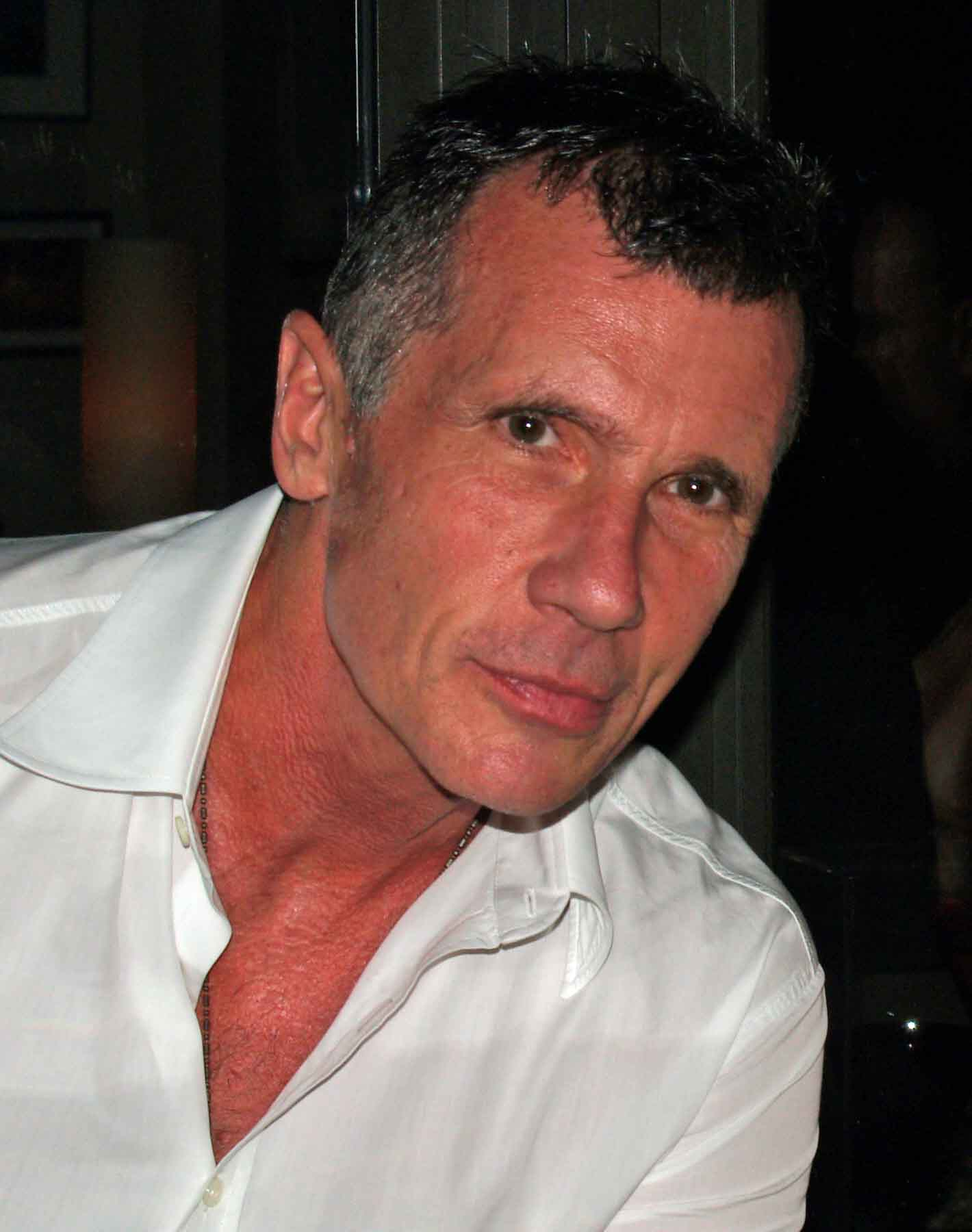
Майкл Каннінгем
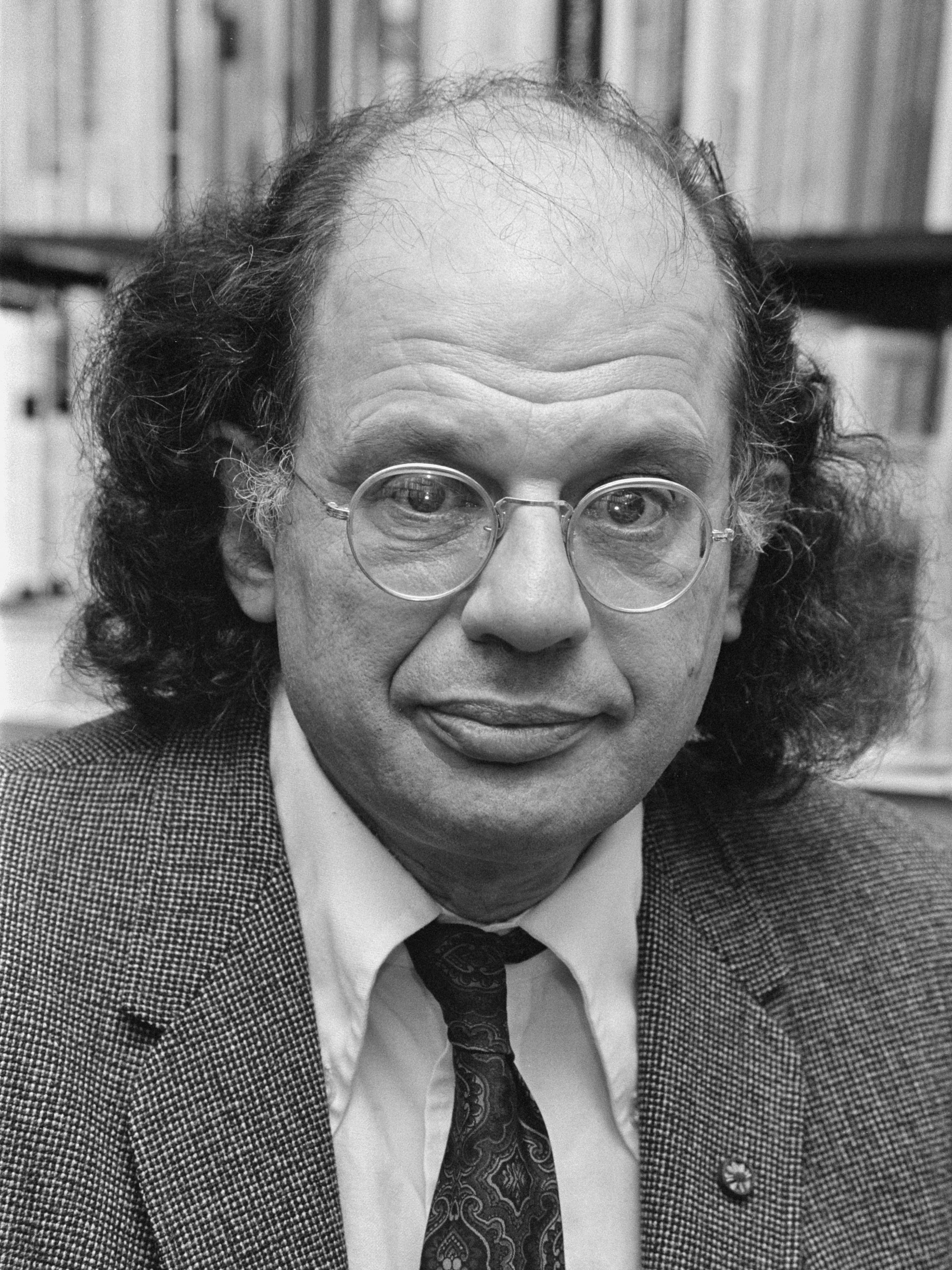
Аллен Гінзберг
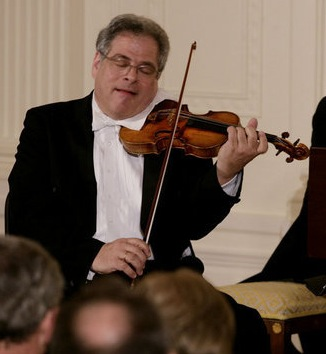
Іцхак Перлман
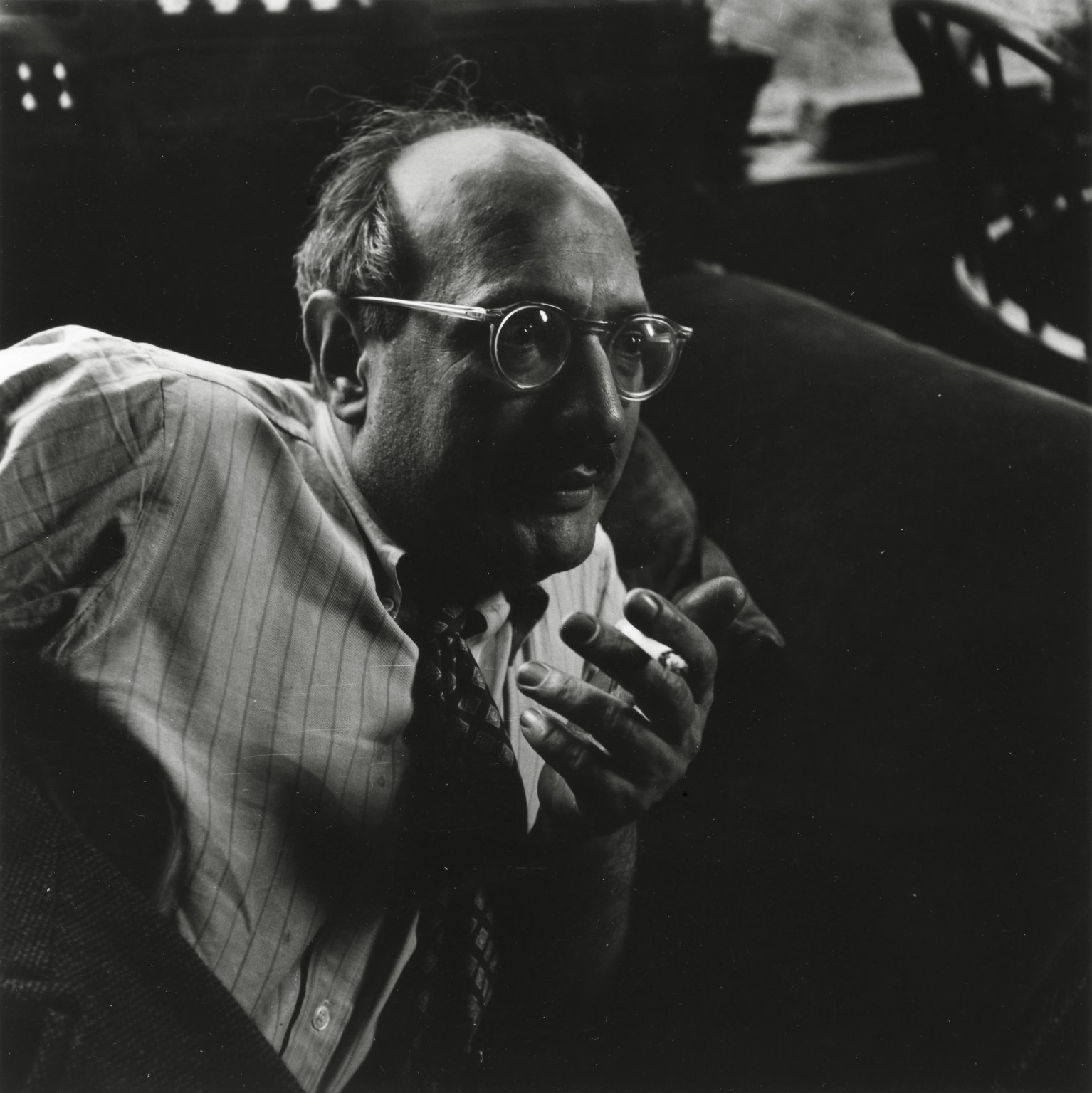
Марк Ротко